# استرداد جثامين شهداء مقابر الأرقام 2012
استردت دولة فلسطين في يونيو 2012 جثامين 91 فلسطينيًا من المقاتلين وغيرهم كانت إسرائيل قد احتجزت جثامينهم في مقابر الأرقام، والذين لقوا حتفهم أثناء تنفيذ هجمات ضد أهداف إسرائيلية، كجزء من بادرة حسن نية لرئيس السلطة الوطنية الفلسطينية محمود عباس للمساعدة في إحياء محادثات السلام وإعادة المفاوضات المباشرة بين إسرائيل والفلسطينيين، على الرغم من أن الرئيس محمود عباس لم يشر إلى ما إذا كان على استعداد للعودة إلى المحادثات. وقالت وزيرة الخارجية الأمريكية هيلاري كلينتون إن هناك فرصة لإجراء مفاوضات وأعربت عن أملها في أن تكون هذه الخطوة قد عززتها.

## المقاتلون
جميع الذين أعيدوا في عملية النقل قتلوا وهم يشنون هجمات على الإسرائيليين. كان القتلى مسؤولين عن مقتل المئات من العسكريين والمدنيين الإسرائيليين، ومعظمهم ماتوا أثناء تنفيذ هجمات ضد الإسرائيليين. ويعتبر العديد من الفلسطينيين المقاتلين شهداء، ولكن العديد من الإسرائيليين يعتبرونهم إرهابيين. وشملت الجثث بعض منفذي العمليات والمقاتلين الذين ارتكبوا:
- تفجير حافلة شموئيل هنفي في عام 2003 الذي أودى بحياة ثلاثة وعشرين شخصا، معظمهم من الأطفال، وجرح أكثر من 130 شخصا،
- و‌عملية مقهى هليل في عام 2003 مما أسفر عن مقتل سبعة أشخاص وإصابة أكثر من 50 آخرين،
- و‌تفجير حافلتين في بئر السبع في عام 2004 مما أسفر عن مقتل 16 شخصا، بمن فيهم طفل عمره ثلاث سنوات، وإصابة أكثر من 80 شخصا،
- و‌تفجير ملهى ليلي مسرحي في عام 2005 مما أسفر عن مقتل خمسة أشخاص وإصابة أكثر من 50 آخرين،
- و‌تفجير سوق هديرا في الهواء الطلق في عام 2005 مما أسفر عن مقتل سبعة أشخاص وإصابة 55 آخرين،
- و‌هجوم فندق سافوي في عام 1975 في تل أبيب الذي أسفر عن مقتل أحد عشر رهينة،
- و‌تفجير مركز التسوق في العفولة في عام 2003 مما أسفر عن مقتل ثلاثة أشخاص وإصابة 70 آخرين بجروح.[7]

## رد الفلسطينيين
أقام الرئيس عباس والقيادة الفلسطينية احتفالا عسكريا حضرته أسر القتلى. وأقامت الحكومات الفلسطينية احتفالات في الضفة الغربية وغزة. وحضر عباس احتفالا رسميا في مجمع المقاطعة التابع له، ودعا وزير شؤون الأسرى والمحررين عيسى قراقع الفلسطينيين إلى يوم من الاحتفال. وحضر الاجتماع عباس وأعضاء حماس وقادة منظمة التحرير الفلسطينية ورجال الدين وأسر المقاتلين القتلى. وكانت النعوش مغطاة بالأعلام الوطنية الفلسطينية ووضعت في الساحة المركزية للمقاطعة وأقام مفتي القدس، محمد حسين، صلاة موتى "للشهداء". ورحب مقاتلو الجهاد الإسلامي المسلحون وأسر القتلى بالنعوش وأطلق ضباط شرطة حماس أعيرة نارية محيية أياهم. المقاتلون السبعة الذين شنوا هجوم فندق سافوي في تل أبيب في عام 1975 مُنحوا شرفاً خاصاً. وبعد ذلك، استُخدمت سيارات تابعة للسلطة الفلسطينية لنقل الجثث لدفنها وأقيمت صلاة في مسجد في غزة قبل دفنها. ووصفت السلطة الفلسطينية المقاتلين بأنهم "قتلوا في الحرب". وذكر البرنامج التلفزيوني للشباب التابع للسلطة الفلسطينية، "تكلم"، أن المناضلين كانوا "أكرم منا جميعا" وأنهم "أعظم قدوة لنا."

## الأثر على عملية السلام
نقلت الحكومة الإسرائيلية الجثث كحافز لاستئناف عملية السلام بين الإسرائيليين والفلسطينيين. وقال مارك ريغيف، المتحدث باسم الحكومة الإسرائيلية، "نأمل أن تكون هذه البادرة الإنسانية بمثابة تدبير لبناء الثقة والمساعدة في إعادة عملية السلام إلى مسارها الصحيح... إسرائيل مستعدة للاستئناف الفوري لمحادثات السلام دون أي شروط مسبقة على الإطلاق."
بيد أن عملية النقل لم تستأنف عملية السلام، وقال الزعيم الفلسطيني محمود عباس إنه لن يتفاوض إلا إذا أعادت إسرائيل تجميد بناء المستوطنات وتفاوضت على أساس "خطوط عام 1967." ذكرت صحيفة جيروزالم بوست أن السلطات الإسرائيلية مستاءة من عدم استجابة السلطة الفلسطينية لعدد من بوادر حسن النية، مما يشير إلى أن محمود عباس "غير قادر على الدخول في مفاوضات تتطلب تنازلات" و"على الرغم من سلسلة من الخطوات التي اتخذتها إسرائيل، فإن السلطة الفلسطينية لا تزال مع ذلك تتبع نمطا سلوكيا سلبيا للغاية." ومن بوادر النوايا الحسنة الأخرى الموافقة على بدء مفاوضات مع الفلسطينيين بشأن تطوير حقل الغاز البحري في غزة قبالة ساحل قطاع غزة، وتوقيع اتفاق اقتصادي مع السلطة الفلسطينية لتعزيز التجارة والقضاء على التهرب الضريبي، وقرار تحويل 180 مليون شاقل إسرائيلي جديد من أموال الضرائب إلى السلطة الفلسطينية حتى يمكن دفع المرتبات؛ وقرار زيادة عدد عمال البناء الفلسطينيين المسموح لهم بالعمل في البلد بنحو 5،000 عامل.

## وصلات خارجية
- أسماء الدفعة الأولى من شهداء مقابر الأرقام